# Liste des conseillers départementaux d'Indre-et-Loire
Cet article présente la composition du Conseil départemental d'Indre-et-Loire ainsi que ses élus à partir de 2015.

## Liste des conseillers départementaux d'Indre-et-Loire
| Canton                   | 2015-2021                 | Parti | Parti | 2021-2027 | Parti | Parti |
| ------------------------ | ------------------------- | ----- | ----- | --------- | ----- | ----- |
| Amboise                  | Laurence Cornier-Goehring |       | DVG   |           |       |       |
| Amboise                  | Rémi Leveau               |       | LREM  |           |       |       |
| Ballan-Miré              | Alexandre Chas            |       | LR    |           |       |       |
| Ballan-Miré              | Nathalie Touret           |       | LR    |           |       |       |
| Bléré                    | Jocelyne Cochin           |       | LR    |           |       |       |
| Bléré                    | Vincent Louault           |       | LR    |           |       |       |
| Château-Renault          | Brigitte Dupuis           |       | LR    |           |       |       |
| Château-Renault          | Jean-Pierre Gaschet       |       | UDI   |           |       |       |
| Chinon                   | Éric Loizon               |       | LR    |           |       |       |
| Chinon                   | Isabelle Raimond-Pavero   |       | LR    |           |       |       |
| Descartes                | Gérard Dubois             |       | DVD   |           |       |       |
| Descartes                | Geneviève Galland         |       | DVD   |           |       |       |
| Joué-lès-Tours           | Judicaël Osmond           |       | LR    |           |       |       |
| Joué-lès-Tours           | Valérie Turot             |       | LR    |           |       |       |
| Langeais                 | Jean-Marie Carles         |       | DVG   |           |       |       |
| Langeais                 | Martine Chaigneau         |       | LREM  |           |       |       |
| Loches                   | Pierre Louault            |       | UDI   |           |       |       |
| Loches                   | Valérie Gervès            |       | LR    |           |       |       |
| Montlouis-sur-Loire      | Patrick Bourdy            |       | PS    |           |       |       |
| Montlouis-sur-Loire      | Agnès Monmarché-Voisine   |       | PS    |           |       |       |
| Monts                    | Sylvie Giner              |       | LR    |           |       |       |
| Monts                    | Patrick Michaud           |       | UDI   |           |       |       |
| Saint-Cyr-sur-Loire      | Fabrice Boigard           |       | LR    |           |       |       |
| Saint-Cyr-sur-Loire      | Dominique Sardou          |       | LR    |           |       |       |
| Sainte-Maure-de-Touraine | Nadège Arnault            |       | DVD   |           |       |       |
| Sainte-Maure-de-Touraine | Étienne Martegoutte       |       | LR    |           |       |       |
| Saint-Pierre-des-Corps   | Jean-Gérard Paumier       |       | LR    |           |       |       |
| Saint-Pierre-des-Corps   | Mounia Haddad             |       | UDI   |           |       |       |
| Tours-1                  | Cécile Chevillard         |       | LR    |           |       |       |
| Tours-1                  | Xavier Dateu              |       | UDI   |           |       |       |
| Tours-2                  | Dominique Lemoine         |       | DVG   |           |       |       |
| Tours-2                  | Florence Zulian           |       | PS    |           |       |       |
| Tours-3                  | Barbara Darnet-Malaquin   |       | LR    |           |       |       |
| Tours-3                  | Olivier Lebreton          |       | LR    |           |       |       |
| Tours-4                  | Céline Ballesteros        |       | LR    |           |       |       |
| Tours-4                  | [Thomas Gelfi             |       | UDI   |           |       |       |
| Vouvray                  | Patrick Delétang          |       | LR    |           |       |       |
| Vouvray                  | Pascale Devallée          |       | LR    |           |       |       |